# Scaptogonodesmus gedi
Scaptogonodesmus gedi är en mångfotingart som beskrevs av Hoffman 2005. Scaptogonodesmus gedi ingår i släktet Scaptogonodesmus och familjen Gomphodesmidae. Inga underarter finns listade i Catalogue of Life.